# Certitude
La certitude est l'assurance pleine et entière de l'exactitude de quelque chose.

## Historique

### Antiquité
L'emploi du concept de « certitude » a, depuis l'Antiquité, été l'objet de multiples mises en garde philosophiques en la désignant souvent comme un idéal. Platon, dans La République, s'interroge sur une certaine illusion du savoir : une certitude immédiate (ou opinion) que l'on devrait distinguer de la vérité, en cela qu'elle puisse en avoir les apparences sans l'être tout à fait.
Philosophiquement, le concept de certitude ne recoupe donc pas a priori les notions de vrai et de faux. C'est généralement par la Philosophie, par les Mathématiques ou par l'« âme » que cet idéal peut-être atteint : notons cependant que cette réflexion se borne à une démarche métaphysique, et ne saurait encore être considérée d'un point de vue purement physique (principe d'incertitude de Werner Heisenberg), mathématique (Théorèmes d'incomplétude de Gödel), voire linguistique (Bertrand Russell, Ludwig Josef Johann Wittgenstein).

### Renaissance
René Descartes, mathématicien physicien et philosophe, aspire avec le projet cartésien à une science universelle déduite des lois mathématiques. Distinguant d'une part l'esprit et d'autre part le corps, il attribue à ce dernier des propriétés déductibles par l'emploi de « certitudes mathématiques », elles-mêmes déduites de lois plus générales.
Le projet cartésien se rapproche donc d'un certain scientisme, en cela qu'il ne rejette pas l'existence de loi dont la véracité ne pourrait plus être mise en doute. En quelque sorte, il considère comme étroitement liés le concept de Certitude et les concepts mathématiques. Toutefois que la distinction corps/esprit ne permet pas, selon le projet cartésien, de conclure que les concepts mathématiques soient les substrats uniques de la certitude : l'existence d'une âme, comme substance pensante, ne fait aucun doute pour Descartes et constitue bien en soi une autre forme de certitude, telle que formulée par le petit Larousse.
Blaise Pascal, auteur des Pensées, ne portera ses certitudes que dans la foi : lui-même scientifique et grand mathématicien de l'époque, reconnait dans la science des limitations fondamentales qui ne peuvent lui permettre d'acquérir de certitudes absolues. Il reporte alors cet idéal dans la foi (comme en témoigne, son pari) :

« Comme je ne sais d’où je viens, ainsi que je ne sais non plus où je vais ; je sais seulement qu’en sortant de ce monde, je tombe pour jamais ou dans le néant, ou dans les mains de Dieu. »

« Dieu est ou Il n’est pas ! Mais de quel côté pencherons-nous ? La raison ne peut rien déterminer… donc quel pari prendre ?… Prenez le gain et la perte… Dieu est ou n’est pas. Estimons ces deux cas - si vous gagnez, vous gagnez tout ; si vous perdez, vous ne perdez rien. Gagez donc qu’Il est, sans hésiter. »

### Incomplétude, incertitude et statistiques
Le monde physique, toutefois, va connaître plusieurs bouleversements épistémologiques qui vont, au moins dans la sphère scientifique, substituer au terme certitude celui plus relatif de probabilité.
Pierre-Simon de Laplace (XVIII), mathématicien et physicien français, est notamment connu pour sa conception d'un démon (ou démon de Laplace) capable de connaître, à un instant donné, tous les paramètres de toutes les particules de l'univers. Dans cette perspective, l'auteur adopte une position dite « déterministe », soit une conception philosophique et scientifique se voulant capable d'inférer ce qui doit être, de ce qui est. En d'autres termes, Laplace fonde ce concept sur la notion de cause à effet : toute cause produira invariablement les mêmes effets, ce qui permettrait à un tel démon de prédire l'avenir et de connaître avec certitude le passé.
Ce concept de démon sera remis en cause, physiquement,[réf. nécessaire] par le principe d'incertitude d'Heisenberg, qui stipule que connaître exactement la position et la vitesse d'une particule au même instant T est impossible. Et ce, pour des raisons fondamentales.
En mathématiques, mais aussi en logique formelle, Kurt Gödel va se faire connaître par le théorème d'incomplétude : il indique que toute base axiomatique, lorsqu'elle tend vers la complexité, augmente le nombre de propositions dites indécidables, soit des axiomes dont il est impossible de prouver la vérité ou la fausseté autrement qu'en introduisant d'autres axiomes.
Ainsi l'idéal de Certitude cartésien, d'un point de vue logique, est infirmé par ce principe.

## Critique

### Selon Carnéade
Il n'y a pas de critère de la vérité, car il n'y a pas de représentation vraie. La thèse est dirigée particulièrement contre le stoïcisme, qui admet l'existence de représentations manifestant intrinsèquement leur vérité. Cicéron (Acad., II, XIII, 41) résume en quatre propositions cette thèse de Carnéade et de l'Académie :
- il y a des représentations fausses ;
- ces représentations ne permettent pas une connaissance certaine ;
- si des représentations n'ont entre elles aucune différence, on ne peut distinguer leur degré de certitude ;
- il n'y a pas de représentation vraie distincte d'une représentation fausse.

Cette argumentation est si solide qu'elle fut encore le point de départ de la théorie de la connaissance de Bertrand Russell, au premier chapitre des Problèmes de philosophie : les variations de nos représentations ne nous permettent pas d'affirmer avec certitude qu'un objet a telle couleur, telle forme et tel mouvement. La vérité ne se manifeste pas avec évidence dans le témoignage de nos sens ; la représentation n'est donc pas un critère de vérité.
De plus, le raisonnement du sorite, qui, en ajoutant une à une de petites quantités, fait parvenir insensiblement à une grande quantité, montre que l'on ne saurait mettre nulle part de limites précises, encore moins entre nos représentations.
Mais, pour Carnéade, comme pour l'ensemble des philosophes sceptiques, la raison n'a pas non plus la faculté de nous faire connaître les choses telles qu'elles sont en elles-mêmes. La raison seule, sans représentation, ne peut en effet connaître le monde. Mais, même considérée en elle-même la dialectique de la raison conduit à des contradictions insurmontables. Carnéade allait également jusqu'à remettre en question la certitude des mathématiques. Ainsi, selon Clitomaque (Cicéron, Acad., II, XXXIV, 108) :
Chasser de nos âmes ce monstre redoutable et farouche qu'on appelle la précipitation du jugement, voilà le travail d'Hercule que Carnéade a accompli.
Cette critique de la certitude conduit à l'état d'incompréhension (acatalepsie), état dans lequel on suspend son jugement et on ne croit en rien. De ce fait, le même problème qui s'était posé aux sceptiques et à Arcésilas va se poser à Carnéade : si pour agir, il faut croire, comment agir, si rien ne peut être cru ?
(extrait de l'article Carnéade)